# Robert Ier de Flandre
Pour les articles homonymes, voir Robert Ier.
Robert Ier de Flandre dit Robert le Frison (vers 1035 - † 13 octobre 1093, château de Wynendaele), fils cadet du comte Baudouin V et d'Adèle de France. Frère cadet de Baudouin VI de Flandre, il dépossède le fils de ce dernier et devient comte de Flandre de 1071 à 1093.

## Biographie
Robert Ier de Flandre est un personnage cultivé : en 1092, le pape Urbain II écrit « Le seigneur t'a doué de la science des lettres».
Dans sa jeunesse, il participe en Galice à la Reconquista, et tente de s'y établir mais il est chassé par les Sarrasins. Une seconde tentative aboutit à un naufrage, et Robert abandonne le projet. Le dessein d’une expédition vers la Grèce avorte tout autant[réf. nécessaire].
Il intervient en Frise à l’appel des barons hollandais qui se sont révoltés contre la comtesse Gertrude de Saxe, fille du duc Bernard II et récente veuve du comte de Frise occidentale, Florent Ier de Frise occidentale (1017 † 1061). En 1063, réussissant à vaincre les rebelles, Gertrude accepte de l'épouser et lui confie la tutelle de son fils Thierry V de Hollande sur le comté de Frise occidentale. De là vient son surnom de « Frison ».
De son père, il reçoit en héritage le comté d'Alost, le pays des Quatre-Métiers (communes de Assenede, Boekhoute, Axel, Hulst) et les cinq îles de Zélande, terres d’empire.
Il prête serment de ne pas nuire à son frère aîné, Baudouin VI. Ce dernier, avant qu'il ne trouve la mort prématurément en 1070, le désigne comme tuteur de son fils aîné Arnoul III. C’est sans compter sur l’ambition de Richilde de Hainaut, mère d'Arnoul III et déjà tutrice du Hainaut pour son fils cadet Baudouin. Elle se saisit de la tutelle d’Arnoul III et des fiefs de Robert, cependant que le comté de Hollande est envahi par Godefroy le Bossu et l’évêque Guillaume d’Utrecht, lequel a obtenu de l’empereur Henri IV l’investiture du comté. Les troupes lorraines s’emparent alors de l’héritage hollandais des beaux-fils de Robert et le défont à Leyde. Robert se réfugie avec son épouse Gertrude et ses enfants auprès de son beau-frère, le duc Ordulf de Saxe. C’est là que Robert reçoit l’appel à l’aide des Flamands révoltés contre Richilde. Ordulf de Saxe lui fournit des troupes et Robert rentre en Flandre.
Gand, puis Ypres et les villes flamandes le reconnaissent. Robert défait Richilde et réussit à prendre Lille. Richilde appelle à son secours le roi de France Philippe Ier, qui accourt en plein hiver, et prend position au pied du Mont Cassel où Robert s’est retranché non loin de là à Bavinchove. Le 22 février 1071, Robert et les piquiers flamands mettent en déroute les Français. Au cours de cette bataille, Richilde est faite prisonnière et son fils Arnoul III trouve la mort. En poursuivant les fuyards, Robert est capturé par le comte Eustache II de Boulogne. Enfermé à Saint-Omer, il est délivré par les propres habitants de la cité qui, sans en avertir le roi de France, l'échangent contre Richilde. Par représailles, Saint-Omer est alors ravagée et pillée par Philippe Ier, qui s’enfuit cependant, craignant l’arrivée du duc de Saxe. Richilde, qui a entre-temps reconnu la suzeraineté de l’évêque de Liège sur le Hainaut, est définitivement vaincue après l’invasion du Hainaut par Robert lors de la bataille de Brocqueroie, près de Mons. Robert est définitivement reconnu par tous comme comte de Flandre, défenseur des libertés flamandes. Quant à Godefroy le Bossu, il meurt assassiné par des envoyés du comte de Flandre le 20 février 1076 sans héritier. Le beau-fils de Robert, est alors rétabli en Hollande.
En 1077 Robert le Frison associe à la charge comtale son fils aîné Robert, qui gouverne seul le comté lorsque son père effectue en 1086 un pèlerinage vers la Terre sainte. L’absence de Robert le Frison dure près de quatre ans, au cours desquels il se rend à Jérusalem et au Mont Sinaï, et aide Alexis Comnène dans sa lutte contre les Bulgares et les Sarrasins. Ce type d'expédition préfigure les Croisades, qui vont être lancées quelques années seulement après le retour de Robert. Le comte ramène d’ailleurs une lettre d’appel au secours d’Alexis Comnène, se reconnaissant même vassal des princes latins, lettre qui eut un écho très large.
Il tente en 1091 la restauration de l’usage qui interdisait aux ecclésiastiques morts en Flandre de tester en faveur d’une autre personne que le comte. Il est obligé d’y renoncer face à la menace de son excommunication par Urbain II au synode de Reims : il restitue au clergé flamand les biens qu’il avait saisis et demande son pardon à Renaud (Renauld) du Bellay, l’archevêque de Reims. Il obtient néanmoins en 1093 la nomination d’un évêque à Arras, distinct de celui de Cambrai.
Il meurt en octobre de la même année et est inhumé en l’église Saint-Pierre de Cassel.

## Descendance
De son mariage avec Gertrude de Saxe, il eut cinq enfants :
- Robert II de Flandre, est comte de Flandre ;
- Adèle de Flandre († 1115), mariée une première fois avec le roi Knut IV de Danemark, mère de Charles le Bon, qui fut comte de Flandre. Mariée en secondes noces à Roger Borsa, duc des Pouilles ;
- Gertrude de Flandre (1080 - † 1117), mariée à Henri III († 1095) comte de Louvain et de Bruxelles, puis en 1096 Thierry II de Lorraine († 1115) ;
- Philippe de Loo, mort en 1072 à la suite d'une chute, enterré dans l'abbaye Saint-Winoc de Bergues[7], dont le fils illégitime Guillaume d'Ypres fut prétendant au comté de Flandre ;
- Ogive, abbesse de Messines.